# 紅衣男孩
《紅衣男孩》或《蘭姆頓少爺》是一幅由湯馬士·勞倫斯爵士於1825年創作的肖像畫的俗稱。它的正式名稱是以畫中人物查爾斯·威廉·蘭姆頓（Charles William Lambton）為名，他是約翰·蘭姆頓的長子（後來被封為達勒姆伯爵）。

## 查爾斯·威廉·蘭姆頓
查爾斯·威廉·蘭姆頓於1818年1月16日出生，是約翰·蘭普頓的長子。當時蘭普頓是達勒姆郡的一位國會議員，他的第二任妻子是路易莎。查爾斯·威廉·蘭普頓於1818年2月12日在切斯特-利街聖瑪麗和聖卡斯伯特教堂受洗，該教堂當時是他家庭的教堂，也是蘭普頓城堡的所在地。他的名字是來自於他的祖父第二代格雷伯爵查爾斯·格雷，曾任英國首相，以及威廉·亨利·蘭普頓。
約翰·蘭普頓於1828年被提升為達勒姆男爵後，查爾斯·威廉·蘭姆頓冠為閣下，成為其父親爵位和資產的繼承人。然而，查爾斯於1831年9月24日在布萊頓早逝，年僅13歲，死於肺結核。他於1831年10月7日被埋葬在切斯特-利街聖瑪麗和聖卡斯伯特教堂。查爾斯的弟弟達西·蘭姆頓則成為了繼承人。約翰·蘭普頓於1833年再次被封為達勒姆伯爵，達西在他父親於1840年去世後繼承了爵位。

## 畫作歷史
查爾斯·威廉·蘭普頓七歲時的肖像是由托馬斯·勞倫斯爵士繪製，完成於1825年。這幅肖像是由約翰·蘭普頓所委託，當時該肖像的價值約為600堅尼（相當於2014年46,000英鎊/57,000美元）。
根據威廉·T·惠特利在其1930年出版的《英格蘭藝術1821-1837年》中的描述，當初勞倫斯將男孩的衣服畫成了黃色，雖然男孩的父親被稱為「黃色花花公子」。然而，約翰·蘭普頓對此感到不滿，並強烈要求勞倫斯將衣服的顏色改成深紅色。惠特利還提到，當這幅畫於1825年在皇家艺术研究院展出時，懸掛委員會選擇將它掛在畫室的高處，遠離大廳。這可能是因為蘭普頓是一位輝格黨人，惠特利認為這是委員會對他的不尊重，並發誓再也不會購買皇家院士的畫作。
然而，D·E·威廉姆斯在其1831年出版的《托馬斯·勞倫斯爵士的生活和通信》中指出，原始的黃色與背景的棕色形成了單調的感覺，因此蘭普頓要求將衣服的顏色改為深紅色可能是出於對畫作整體色調的考量，該畫作在1827年的巴黎沙龍展上受到了高度讚揚，獲得了廣泛的好評。

### 近代
1928年，隨著第三代達勒姆伯爵去世，隨後第四代達勒姆伯爵在1929年去世，這導致大量的遗产税。由於新任的第五代達勒姆伯爵很少使用蘭普頓城堡，因此他在1932年將其關閉並拍賣了其中的珍貴家具和畫作，其中包括《紅衣男孩》。然而，兩年後，儘管畫作在1934年拍賣會上多次出價，但未達到保留價，最終未能售出。
1929年，《紅衣男孩》在東北海岸展覽會上展出，隨後於1934年在泰恩河畔纽卡斯尔的貝西·蘇爾蒂斯宅邸展出。它還作為1951年英國藝術節展覽的一部分在博斯博物館展出，並於1988年再次在該博物館展出。
2021年7月，倫敦國家美術館宣布以930萬英鎊的價格從一位私人收藏家手中購得了這幅畫作，使其成為該館收藏中勞倫斯的另外五幅肖像畫之一。

## 複製品
阿爾伯特·施利克·威爾金將這幅畫作印在的威爾金紅衣男孩太妃糖上。
梅根·馬歇爾的《皮博迪姊妹：點燃美國浪漫主義的三位女性》（2005年）提到索菲亞·霍桑和伊麗莎白·皮博迪曾經複製過這幅畫作。
1936年，查爾斯的曾侄女戴安娜·瑪麗·蘭普頓在威斯敏斯特圣玛格丽特教堂與威廉·赫德沃斯·威廉姆森結婚，他們的伴郎穿著與畫作相匹配的服裝。雷蒙德·喬利夫（後來的海爾頓男爵）也在1938年勞瓦特勛爵的婚禮上作為伴郎穿著同樣的服裝。1967年，這幅畫作成為首幅出現在英國郵票上的畫作。